# Павле Јованов
Павле Јованов (1985) је српски кајакаш и хемичар. Живи и ради у Новом Саду.

## Биографија
Добио је прву награду на међународном научном такмичењу у Новој Горици 2012. године. Докторирао је хемију на Природно-математичком факултету Универзитета у Новом Саду и ради као научни сарадник на Научном институту за прехрамбене технологије у Новом Саду.Такође је селектор Кајакашке репрезентације Србије.Као кајакаш представљао је Србију на Универзијади у Русији.Објавио је већи број чланака и научних истраживања у стручним часописима из области прехрамбене технологије и хемије.